# Парламентарни избори у Бугарској 2017.
Ванредни парламентарни избори у Бугарској су одржани 26. марта 2017.
Бугарски председник Румен Радев расписао је ванредне парламентарне изборе и одредио да до тада функцију премијера обавља бивши председник бугарске скупштине Огњан Герџиков. Радев који је ступио на функцију овог месеца, морао је да распише ванредне парламентарне изборе због тога што је влада поднела оставке након што је њихов председнички кандидат изгубио на изборима.
Странка ГЕРБ бившег премијера Бојка Борисова је победила на парламентарним изборима у Бугарскоj са 95 од 240 посланика.